# Funny Little World
Funny Little World é uma canção do cantautor norueguês Alexander Rybak de seu álbum de estreia, Fairytales. Ela foi lançada como single na Noruega em 13 de maio de 2009 pela EMI Records e recebeu críticas extremamente positivas.